# Reino de Trinacria

Bandeira de las Vísperas sicilianas.

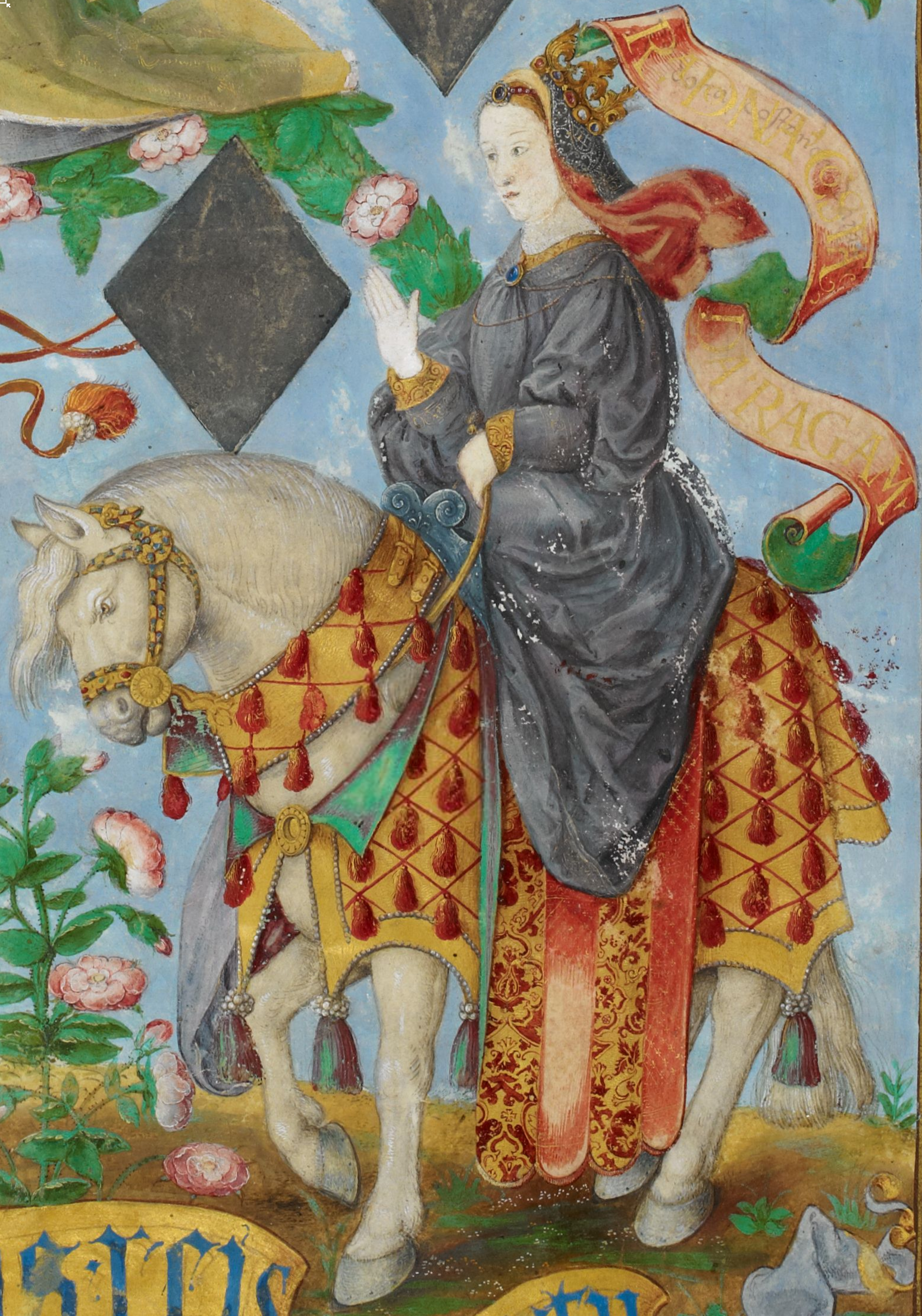
Constanza II de Sicilia.

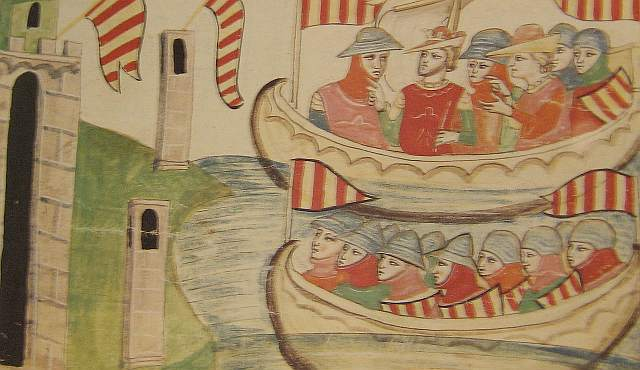
Pedro III de Aragón llega a Trapani.

El Reino de Trinacria, también conocido como Reino de la Sicilia insular o incluso como Reino de Sicilia, se constituyó en 1282, año de la coronación de Pedro III de Aragón, y se consolidó en 1302, año de la Paz de Caltabellota cuando, a la conclusión de la primera fase de la guerra de las Vísperas sicilianas, el Reino de Sicilia fue oficialmente dividido en dos partes: la isla de Sicilia, denominada oficialmente como Reino de Trinacria, pero informalmente como Reino de Sicilia.
Al mismo tiempo, la parte continental del Reino de Sicilia asumía la denominación de Reino de Nápoles o Reino de la Sicilia citerior (e informalmente también como Reino de Sicilia), bajo la corona del rey Carlos II de Anjou.
El nombre "Trinacria" fue escogido en honor al antiguo símbolo de la isla, el trisquel, nombre derivado del griego τρισκέλιον triskélion, de τρισκελής triskelís, "con tres piernas", un símbolo celta formado por tres espirales entrelazadas, por tres piernas humanas flexionadas o por cualquier diseño similar que contenga la idea de simetría rotacional.

## Origen del conflicto
Al subir al trono del Reino de Sicilia Manfredo I el papa Clemente IV lo excomulgó por ser hijo ilegítimo de Federico II Hohenstaufen, emperador del Sacro Imperio Romano Germánico, devolviendo el Reino al papado. Pero en 1262, Constanza, hija de Manfredo, casó con Pedro III, rey de Aragón, de Valencia y conde de Barcelona. Esta situación provocó el enfrentamiento entre la Casa de Hohenstaufen y la Casa de Aragón, disputa en la tomó parte el papa francés Clemente IV, quien buscó la ayuda en Carlos de Anjou, hermano menor de su aliado Luis IX de Francia, san Luis.
Las tropas de Carlos de Anjou entraron en la isla y lucharon contra Manfredo I y lo vencieron en la batalla de Benevento. De resultas, Carlos fue coronado rey de Sicilia en Roma en 1266, como Carlos I de Sicilia, inaugurando así la dinastía angevina.
Bajo el reinado de Carlos de Anjou y, posteriormente, el de su hijo Carlos II de Anjou, el norte del territorio fue muy favorecido en detrimento del sur, y así, entre otras cosas, la capital del Reino fue trasladada de Palermo a Nápoles. Esta situación de dominación angevina concluiría con las llamadas Vísperas sicilianas, que condujeron a la división del Reino de Sicilia, en 1282, en el Reino de la Sicilia peninsular (conocido como reino de Nápoles), bajo dominio angevino, y el reino de Sicilia insular, o Reino de Trinacria, bajo dominio aragonés.

## Constanza y Pedro I
Con el matrimonio de Constanza, hija de Manfredo I, y Pedro III de Aragón, el Reino de Sicilia se convierte en uno de los principales intereses del rey aragonés, que alegaba los derechos de su esposa al trono del reino isleño. Cuando Pedro III se disponía a hacer valer el poder de su flota en el Mediterráneo, los sicilianos se rebelaron contra la Casa de Anjou, entre otras causas debido a las cargas impositivas que soportaban. La nobleza siciliana deseaba un cierto grado de autonomía política y consiguió expulsar a la dinastía angevina. No se hizo esperar el contraataque de Carlos de Anjou pero, para poder hacer frente a los angevinos, los sicilianos entregaron a Pedro III el Reino de Trinacria.

## División del Reino de Sicilia
Tras el fallecimiento de Carlos I en enero de 1285 y de Pedro III de Aragón en noviembre de ese mismo año, el Reino de Sicilia se dividió en dos partes de forma permanente (Regnum Siciliae ultra farum, Sicilia, y Regnum Siciliae citra farum, Nápoles). Pero como ambos reyes y sus sucesores intitulábanse como rey de Sicilia, para distinguirlos en la historiografía se emplea rey de Nápoles para lo de la parte continental, y rey de Sicilia para el de la parte insular, también conocido como rey de Trinacria.
Los conflictos entre los Reinos de Sicilia y de Nápoles fueron constantes hasta que fue elegido papa Benedicto XII en 1334, que tenía relaciones de amistad con Federico II de Sicilia, y le prometió respeto de la Santa Sede a Trinacria. Aun así, en ningún momento los nobles sicilianos aceptaron la vinculación de la isla con el resto de los dominios de la Corona de Aragón, fuera de la unión personal con el soberano. Para corresponder a estas exigencias, se creó la figura del virrey, un alter ego del propio rey que permitía desdoblar su personalidad, siendo el primero de ellos el infante Juan II, duque de Peñafiel, nombrado en 1415. Pero esta medida no acabó de convencer al Parlamento, que resolvió en 1416 aclamar a Juan II como rey, aunque este rechazó el puesto. Para evitar un conflicto mayor, Alfonso V de Aragón instaló su corte en Sicilia, convocó nuevamente al Parlamento y recibió el juramento de los sicilianos: quedaba así establecida la deseada unión personal de Sicilia con el rey.

## Fin de la separación de los Reinos

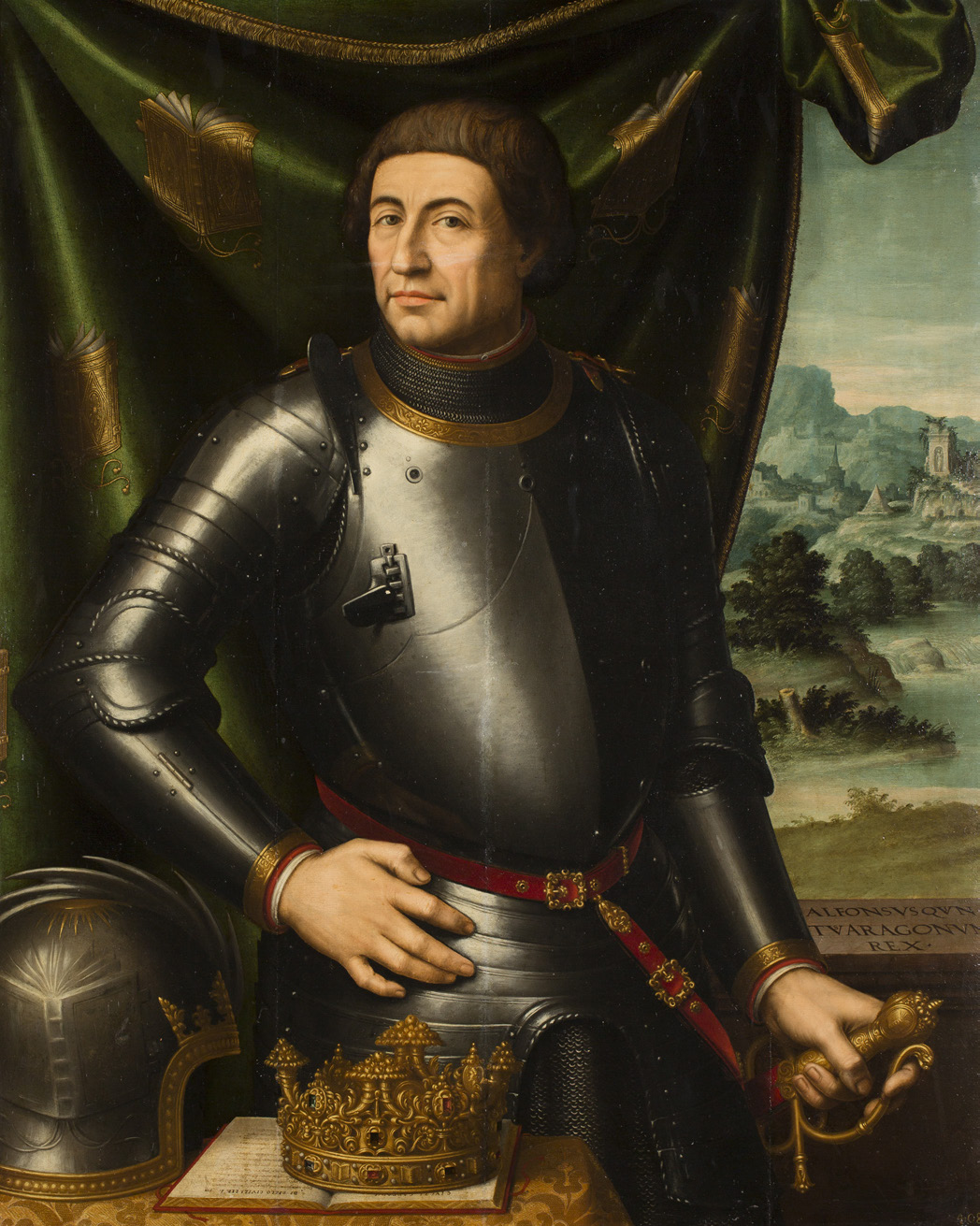
Afonso V el Magnánimo.

Los dos reinos resultantes estuvieron separados hasta 1442, cuando el rey de Aragón Afonso V conquistó el Reino de Nápoles y unificó ambos Reinos. En ningún momento las fuerzas políticas locales deseaban vinculación con el resto de los dominios de la Corona de Aragón, fuera de la unión personal con el soberano, como demuestra el Parlamento en 1413, que solicitó que el rey o, en su defecto, el príncipe heredero, pudiera ser coronado en Palermo "como rey principal y alejado sin tener dependencia de ninguna otra parte" ("comu re princhipali et appartatu senza haviri dependencia de altra parte").